# Mai 1995

## Faits marquants
- 6 au 9 mai : cérémonies, respectivement à Londres, Paris et Moscou, commémorant le 50e anniversaire de la victoire des Alliés lors de la Seconde Guerre mondiale.
- 7 mai : second tour de l'élection présidentielle française de 1995. Jacques Chirac (RPR) est élu président de la République française avec 52,64 % des suffrages exprimés, contre 47,36 % pour son adversaire Lionel Jospin (PS). Il entre en fonction le 17 mai[1].

## Naissances
- 3 mai : Iliass Ayanou, joueur néerlandais de futsal.
- 4 mai :
  - Bérenger Anceaux, acteur français.
- 5 mai : 
  - Alexis Miellet, athlète français.
  - Nwanneka Okwelogu, athlète nigériane.
  - Roman Protassevitch, journaliste biélorusse et militant de l'opposition.
- 6 mai : 
  - William Aubatin, athlète français.
  - Darya Maslova, athlète kirghize.
- 7 mai : Seko Fofana, footballeur international ivoirien.
- 8 mai : Park Junghwa, chanteuse sud-coréenne.
- 10 mai : Aya Nakamura, chanteuse française.
- 12 mai : Kenton Duty, acteur américain
- 13 mai : Ivan Boukavchine, joueur d'échecs russe († 12 janvier 2016).
- 19 mai : Berthe Etane Ngolle, lutteuse camerounaise.
- 21 mai : Paul Jean, kayakiste français
- 29 mai : 
  - Brice Loubet, pentathlonien français.
  - Nicolas Pépé, footballeur ivoirien.

## Décès
- 5 mai : Mikhaïl Botvinnik, joueur d'échecs russe (° 1911).
- 6 mai : Maria Pia de Laredo, duchesse de Bragança.
- 8 mai : Teresa Teng, chanteuse
- 10 mai : Jimmy Raney, guitariste de jazz américain (° 20 août 1927).
- 12 mai : Mia Martini, chanteuse italienne (° 20 septembre 1947).
- 16 mai : Lola Flores, actrice espagnole.
- 18 mai :
  - Elisha Cook Jr., acteur.
  - Alexander Godunov, danseur et acteur.
  - Henri Laborit, scientifique, philosophe et écrivain français (° 1914).
  - Elizabeth Montgomery, actrice américaine (° 1933).
- 21 mai : Agnelo Rossi, cardinal brésilien, doyen du collège cardinalice (° 4 mai 1913).
- 25 mai : Dany Robin, actrice française (° 14 avril 1927).